# Urs Kunz
Urs Kunz (Wald, 13 gennaio 1974) è un ex combinatista nordico svizzero.

## Biografia
In Coppa del Mondo esordì il 29 dicembre 1997 a Oberwiesenthal, subito ottenendo il primo podio (3°). In carriera prese parte a un'edizione dei Giochi olimpici invernali, Nagano 1998 (18° nell'individuale, 7° nella gara a squadre), e a una dei Campionati mondiali, Ramsau am Dachstein 1999 (9° nella gara a squadre il miglior risultato).

## Palmarès

### Coppa del Mondo
- Miglior piazzamento in classifica generale: 19º nel 1998
- 2 podi (entrambi individuali):
  - 2 terzi posti